# Phaner electromontis
El lémur de orejas ahorquilladas de Ambre (Phaner electromontis) es una especie de mamífero primate de la familia Cheirogaleidae. Como todos los lémures es endémico de la isla de Madagascar y se distribuye al Norte de la isla en tres poblaciones en el área de Montagne d'Ambre y Ankarana.
El epíteto específico «electromontis» hace referencia a la región de Montagne d'Ambre, Montaña del Ámbar, traducido al griego y latín: ἤλεκτρον (electrón), ámbar; y montis, monte, montaña.
La población de la región de Daraina se encuentra en proceso de ser descrita como una nueva especie.
El tamaño del cuerpo casi alcanza los 25 cm y el de la cola los 35. Pesa cerca de 390 g. El color del pelaje es gris claro tanto dorsal como ventralmente. El dibujo negro en forma de horquilla, que partiendo de cada ojo se une en la nuca y continúa en una línea dorsal y que da nombre a los miembros de este género, es nítido y fino y llega a la base de la cola. Ésta es más oscura en su tercio distal. Manos y pies son ligeramente más oscuros que el cuerpo.
Se encuentra en pluvisilvas secundarias, bosques secos tropicales caducifolios y bosques galería, desde los 50 hasta los 1000 m de altitud. Tiene hábitos arbóreos y nocturnos.
No hay estudios específicos sobre su alimentación, pero los eucaliptos son su base alimenticia.
Su estatus en la Lista Roja de la UICN es de «en peligro de extinción», debido a su pequeña área de distribución —entre 3280 y 6074 km²— muy fragmentada y en continuo declive.